# Genesis (album Ani Rusowicz)
Genesis – drugi album solowy polskiej piosenkarki Ani Rusowicz. Wydawnictwo ukazało się 8 października 2013 roku nakładem wytwórni muzycznej Universal Music Polska.
Nagrania dotarły do 30. miejsca zestawienia OLiS.

## Lista utworów
1. „Tango śmierci” - 3:36
2. „Polne kwiaty” - 3:25
3. „Ptaki” - 4:08
4. „Tam gdzie pada deszcz” - 4:21
5. „Anioły” - 3:20
6. „Mantra” - 4:49
7. „To nie ja” - 3:49
8. „Nie uciekaj” - 3:39
9. „To co było” - 3:39
10. „Rzeka pamięci” - 3:34
11. „Powroty do siebie” - 4:29
12. „Co z tego mam” - 4:14